# Википедија на језику идо
Википедија на језику идо или Википедија на иду је верзија Википедије, слободне енциклопедије, на иду која данас има више од 17 000 чланака и заузима 70. место на списку језичких верзија Википедије према броју чланака.